# Centro Sportivo Prata di Pordenone 2024-2025
Questa voce raccoglie le informazioni riguardanti il Centro Sportivo Prata di Pordenone nelle competizioni ufficiali della stagione 2024-2025.

## Stagione
Nella stagione 2024-25 il Centro Sportivo Prata di Pordenone assume la denominazione sponsorizzata di Tinet Prata di Pordenone.
Partecipa per la quarta volta, la terza consecutiva, al campionato di Serie A2 terminando la regular season al primo posto in classifica. Nei play-off promozione accede direttamente alle semifinali dove viene eliminatra dal Cuneo.
Dopo il termine della regular season di campionato partecipa alla Coppa Italia di Serie A2 dove giunge fino alla finale dove cede all'Atlantide Brescia.

## Organigramma societario
Area direttiva
- Presidente: Maurizio Vecchies
- Vicepresidente: Giovanni Bertolo
- Direttore generale: Dario Sanna
- Direttore sportivo: Luciano Sturam
- Team manager: Vigilio Padoin
- Segreteria generale: Federica Volpicina

Area tecnica
- Allenatore: Mario Di Pietro
- Allenatore in seconda: Luca Vallortigara
- Terzo allenatore: Cristian Failoni
- Scout man: Filippo Pugnalini

Area comunicazione
- Addetto Stampa: Mauro Rossato

Area sanitaria
- Medico sociale: Andrea Piccinin
- Preparatore atletico: Carlo Carra, Valter Durigon
- Fisioterapista: Alessandro Scarabel, Luca Vivan

## Rosa
| N° | Nome                | Ruolo | Data di nascita  | Nazionalità sportiva |
| -- | ------------------- | ----- | ---------------- | -------------------- |
| 2  | Nicolò Katalan      | C     | 15 ottobre 1998  | Italia               |
| 3  | Alessio Alberini    | P     | 3 marzo 1998     | Italia               |
| 4  | Diego Sist          | S     | 15 maggio 2005   | Italia               |
| 5  | Alberto Benedicenti | L     | 6 febbraio 2001  | Italia               |
| 7  | Simone Scopelliti   | C     | 5 aprile 1994    | Italia               |
| 9  | Marcin Ernastowicz  | S     | 31 luglio 1997   | Polonia              |
| 10 | Alex Aiello         | L     | 2 marzo 2002     | Italia               |
| 11 | Samuele Meneghel    | C     | 25 novembre 2001 | Italia               |
| 12 | Jernej Terpin       | S     | 21 giugno 1996   | Italia               |
| 14 | Filippo Guerriero   | P     | 5 novembre 2003  | Italia               |
| 15 | Marinfranco Agrusti | C     | 26 gennaio 1999  | Italia               |
| 18 | Ranieri Truocchio   | S     | 12 marzo 2004    | Italia               |
| 22 | Mattia Bomben       | S     | 22 febbraio 2001 | Italia               |
| 32 | Kristian Gamba      | O     | 16 maggio 2000   | Italia               |

## Mercato
| Acquisti | Acquisti            | Acquisti         | Acquisti   |
| R.       | Nome                | da               | Modalità   |
| -------- | ------------------- | ---------------- | ---------- |
| C        | Marinfranco Agrusti | Virtus Aversa    | definitivo |
| L        | Alberto Benedicenti | Impavida Ortona  | definitivo |
| S        | Mattia Bomben       | Futura Cordenons | definitivo |
| S        | Marcin Ernastowicz  | Dürener          | definitivo |
| O        | Kristian Gamba      | Libertas Brianza | definitivo |
| P        | Filippo Guerriero   | Povegliano       | definitivo |
| C        | Samuele Meneghel    | Futura Cordenons | definitivo |

| Cessioni | Cessioni           | Cessioni            | Cessioni   |
| R.       | Nome               | a                   | Modalità   |
| -------- | ------------------ | ------------------- | ---------- |
| O        | Alberto Baldazzi   | Gabbiano Mantova    | definitivo |
| P        | Giuseppe Bellanova | La Bollente         | definitivo |
| L        | Carlo De Angelis   | Tricolore           | definitivo |
| S        | Dario Iannaccone   | Alessano            | definitivo |
| O        | Manuele Lucconi    | OK Okman            | definitivo |
| C        | Andrea Pegoraro    | Rinascita Lagonegro | definitivo |
| S        | Michal Petráš      | La Bollente         | definitivo |

## Risultati

### Serie A2

#### Andata
| 1ª Giornata - 6 ottobre 2024 PalaPrata, Prata di Pordenone       | Prata                | 3 - 0 | Tricolore         | 25-14, 25-21, 25-19               |
| 2ª Giornata - 13 ottobre 2024 Palazzetto dello Sport, Porto Viro | Porto Viro           | 3 - 0 | Prata             | 34-32, 25-20, 25-19               |
| 3ª Giornata - 20 ottobre 2024 PalaSurace, Palmi                  | Franco Tigano        | 0 - 3 | Prata             | 20-25, 19-25, 19-25               |
| 4ª Giornata - 27 ottobre 2024 PalaPrata, Prata di Pordenone      | Prata                | 2 - 3 | Porto Robur Costa | 20-25, 26-24, 25-23, 15-25, 16-18 |
| 5ª Giornata - 31 ottobre 2024 PalaSanFilippo, Brescia            | Atlantide Brescia    | 3 - 2 | Prata             | 21-25, 25-19, 26-24, 22-25, 15-13 |
| 6ª Giornata - 3 novembre 2024 PalaPrata, Prata di Pordenone      | Prata                | 3 - 0 | Libertas Brianza  | 25-21, 25-19, 27-25               |
| 7ª Giornata - 10 novembre 2024 Pala Santa Maria, Pineto          | Pineto               | 1 - 3 | Prata             | 22-25, 19-25, 28-26, 15-25        |
| 8ª Giornata - 17 novembre 2024 PalaPrata, Prata di Pordenone     | Prata                | 3 - 1 | Emma Villas       | 29-27, 25-23, 32-34, 25-22        |
| 9ª Giornata - 23 novembre 2024 PalaCastagnaretta, Cuneo          | Cuneo                | 1 - 3 | Prata             | 25-14, 31-33, 27-29, 23-25        |
| 10ª Giornata - 30 novembre 2024 PalaCatania, Catania             | Saturnia Acicastello | 2 - 3 | Prata             | 22-25, 25-22, 16-25, 25-21, 10-15 |
| 11ª Giornata - 7 dicembre 2024 PalaPrata, Prata di Pordenone     | Prata                | 3 - 1 | Virtus Aversa     | 25-19, 25-22, 22-25, 25-16        |
| 12ª Giornata - 15 dicembre 2024 PalaFontescodella, Macerata      | Macerata             | 3 - 1 | Prata             | 26-24, 25-27, 26-24, 25-21        |
| 13ª Giornata - 22 dicembre 2024 PalaPrata, Prata di Pordenone    | Prata                | 3 - 2 | Virtus Fano       | 25-27, 25-22, 25-20, 23-25, 15-11 |

#### Ritorno
| 14ª Giornata - 26 dicembre 2024 PalaBigi, Reggio nell'Emilia          | Tricolore         | 1 - 3 | Prata                | 23-25, 25-18, 30-32, 22-25        |
| 15ª Giornata - 29 dicembre 2024 PalaPrata, Prata di Pordenone         | Prata             | 3 - 1 | Porto Viro           | 25-15, 25-20, 22-25, 25-18        |
| 16ª Giornata - 6 gennaio 2025 PalaPrata, Prata di Pordenone           | Prata             | 3 - 0 | Franco Tigano        | 27-25, 25-21, 25-22               |
| 17ª Giornata - 11 gennaio 2025 PalaDeAndré, Ravenna                   | Porto Robur Costa | 3 - 1 | Prata                | 33-31, 25-20, 25-27, 25-21        |
| 18ª Giornata - 19 gennaio 2025 PalaPrata, Prata di Pordenone          | Prata             | 3 - 1 | Atlantide Brescia    | 25-19, 23-25, 25-15, 27-25        |
| 19ª Giornata - 26 gennaio 2025 Pala Francescucci, Casnate con Bernate | Libertas Brianza  | 0 - 3 | Prata                | 19-25, 23-25, 19-25               |
| 20ª Giornata - 2 febbraio 2025 PalaPrata, Prata di Pordenone          | Prata             | 3 - 0 | Pineto               | 25-17, 27-25, 25-12               |
| 21ª Giornata - 9 febbraio 2025 PalaMensSana, Siena                    | Emma Villas       | 3 - 2 | Prata                | 23-25, 33-31, 21-25, 25-14, 15-8  |
| 22ª Giornata - 16 febbraio 2025 PalaPrata, Prata di Pordenone         | Prata             | 3 - 2 | Cuneo                | 25-16, 18-25, 24-26, 25-17, 15-12 |
| 23ª Giornata - 23 febbraio 2025 PalaPrata, Prata di Pordenone         | Prata             | 3 - 0 | Saturnia Acicastello | 25-19, 27-25, 27-25               |
| 24ª Giornata - 2 marzo 2025 PalaJacazzi, Aversa                       | Virtus Aversa     | 2 - 3 | Prata                | 18-25, 18-25, 25-23, 25-21, 12-15 |
| 25ª Giornata - 9 marzo 2025 PalaPrata, Prata di Pordenone             | Prata             | 1 - 3 | Macerata             | 25-20, 20-25, 15-25, 29-31        |
| 26ª Giornata - 16 marzo 2025 PalaAllende, Fano                        | Virtus Fano       | 0 - 3 | Prata                | 22-25, 23-25, 17-25               |

#### Play-off promozione
| Semifinali (gara 1) - 6 aprile 2025 PalaPrata, Prata di Pordenone  | Prata | 3 - 2 | Cuneo | 17-25, 23-25, 26-24, 25-17, 15-10 |
| Semifinali (gara 2) - 13 aprile 2025 PalaCastagnaretta, Cuneo      | Cuneo | 3 - 2 | Prata | 22-25, 25-22, 25-21, 22-25, 15-13 |
| Semifinali (gara 3) - 16 aprile 2025 PalaPrata, Prata di Pordenone | Prata | 0 - 3 | Cuneo | 25-27, 17-25, 15-25               |

### Coppa Italia di Serie A2
| Quarti di finale - 1º maggio 2025 PalaPrata, Prata di Pordenone | Prata | 3 - 0 | Emma Villas       | 25-20, 25-18, 25-18               |
| Semifinali - 4 maggio 2025 PalaPrata, Prata di Pordenone        | Prata | 3 - 2 | Virtus Aversa     | 14-25, 25-17, 25-19, 23-25, 15-13 |
| Finale - 10 maggio 2025 PalaPrata, Prata di Pordenone           | Prata | 2 - 3 | Atlantide Brescia | 19-25, 25-19, 19-25, 25-23, 11-15 |

## Statistiche

### Statistiche di squadra
| Competizione             | Punti | In casa | In casa | In casa | In trasferta | In trasferta | In trasferta | Totale | Totale | Totale |
| Competizione             | Punti | G       | V       | P       | G            | V            | P            | G      | V      | P      |
| ------------------------ | ----- | ------- | ------- | ------- | ------------ | ------------ | ------------ | ------ | ------ | ------ |
| Serie A2                 | 56    | 15      | 12      | 3       | 14           | 8            | 6            | 29     | 20     | 9      |
| Coppa Italia di Serie A2 |       | 3       | 2       | 1       | 0            | 0            | 0            | 3      | 2      | 1      |
| Totale                   | -     | 18      | 14      | 4       | 14           | 8            | 6            | 32     | 22     | 10     |

G = partite giocate; V = partite vinte; P = partite perse 

### Statistiche dei giocatori
| Giocatore      | Serie A2 | Serie A2 | Serie A2 | Serie A2 | Serie A2 | Coppa Italia di Serie A2 | Coppa Italia di Serie A2 | Coppa Italia di Serie A2 | Coppa Italia di Serie A2 | Coppa Italia di Serie A2 | Totale | Totale | Totale | Totale | Totale |
| Giocatore      | P        | PT       | AV       | MV       | BV       | P                        | PT                       | AV                       | MV                       | BV                       | P      | PT     | AV     | MV     | BV     |
| -------------- | -------- | -------- | -------- | -------- | -------- | ------------------------ | ------------------------ | ------------------------ | ------------------------ | ------------------------ | ------ | ------ | ------ | ------ | ------ |
| M. Agrusti     | 25       | 20       | 12       | 6        | 2        | 3                        | 14                       | 10                       | 1                        | 3                        | 28     | 34     | 22     | 7      | 5      |
| A. Aiello      | 3        | 0        | 0        | 0        | 0        | 1                        | 0                        | 0                        | 0                        | 0                        | 4      | 0      | 0      | 0      | 0      |
| A. Alberini    | 29       | 71       | 19       | 24       | 28       | 3                        | 6                        | 2                        | 3                        | 1                        | 32     | 77     | 21     | 27     | 29     |
| A. Benedicenti | 28       | 0        | 0        | 0        | 0        | 3                        | 0                        | 0                        | 0                        | 0                        | 31     | 0      | 0      | 0      | 0      |
| M. Bomben      | 3        | 1        | 1        | 0        | 0        | 1                        | 0                        | 0                        | 0                        | 0                        | 4      | 1      | 1      | 0      | 0      |
| M. Ernastowicz | 29       | 356      | 289      | 39       | 28       | 3                        | 26                       | 19                       | 5                        | 2                        | 32     | 382    | 308    | 44     | 30     |
| K. Gamba       | 29       | 638      | 531      | 51       | 56       | 3                        | 42                       | 37                       | 2                        | 3                        | 32     | 680    | 568    | 53     | 59     |
| F. Guerriero   | 8        | 1        | 0        | 0        | 1        | 3                        | 0                        | 0                        | 0                        | 0                        | 11     | 1      | 0      | 0      | 1      |
| N. Katalan     | 29       | 229      | 146      | 71       | 12       | 3                        | 24                       | 15                       | 4                        | 5                        | 32     | 253    | 161    | 75     | 17     |
| S. Meneghel    | 15       | 1        | 0        | 0        | 1        | 1                        | 0                        | 0                        | 0                        | 0                        | 16     | 1      | 0      | 0      | 1      |
| S. Scopelliti  | 28       | 166      | 87       | 67       | 12       | 3                        | 6                        | 3                        | 1                        | 2                        | 31     | 172    | 90     | 68     | 14     |
| D. Sist        | 1        | 0        | 0        | 0        | 0        | 0                        | 0                        | 0                        | 0                        | 0                        | 1      | 0      | 0      | 0      | 0      |
| J. Terpin      | 29       | 435      | 380      | 19       | 36       | 3                        | 56                       | 46                       | 5                        | 5                        | 32     | 491    | 426    | 24     | 41     |
| R. Truocchio   | 9        | 12       | 10       | 2        | 0        | 2                        | 1                        | 1                        | 0                        | 0                        | 11     | 13     | 11     | 2      | 0      |

P = presenze; PT = punti totali; AV = attacchi vincenti; MV = muri vincenti; BV = battute vincenti